# ファン (前置詞)
ファン（van）は、オランダ語の前置詞。「〜出身」を意味する。
ドイツ語のフォン (von) と同起源で、オランダ語と祖先を共通とする言語である英語では、オヴ (of) またはフロム (from) がこれに相当する。オランダ語では、出身地の地理を姓に取り入れる文化があり、これはトゥッセンフーフセル (tussenvoegsel) と呼ばれている。
姓の初めに使われる。ドイツ語、オランダ語での発音はファンであるが、日本では英語読みのヴァン、バンと表記されることがある。また、ファンを起源としながら、移住などによって発音がヴァンに変わっている場合がある。
定冠詞をともない、ファン・デ (van de)、ファン・デル (van der)、ファン・デン (van den) となることもある。ベルギーでは、「ファンデルフェルデ (Vandervelde)」のように、Van を含めた姓全体が一語となる場合がある。またファン・デルを略したフェル (ver) という形も存在するが、この場合はつねに一語として続けて書く（フェルメールなど）。

## vanを含む姓をもつ家系
この語を冠した名前をもつのはオランダ語圏起源の家系である。現在ではオランダ語圏（オランダやベルギーなど）だけでなく、オランダ系の人々が移住したアメリカやドイツ、南アフリカ（アフリカーナー）をはじめ、世界各地にこの姓をもつ人々がいる。ドイツでは、オランダ人を先祖に持つ者など、西部に多い。
ドイツ語のフォン (von) は王侯貴族（フュルスト）や準貴族（ユンカーなど）の姓に用いられ、元来は出身地に冠してその地を領地とすることを意味するが、ファンは、単に出身という意味であり、平民でも名乗ることが多い。ドイツ人でもこの違いを知らない人は多い。

## 表記
van を含む姓のソートと大文字表記について、オランダとベルギーでは異なる習慣がある。
- オランダでは、v は（文頭に来る場合を別にして）小文字で書く。ソートでは van (van de, van der, van den) を無視し、次の文字の位置におく。
- ベルギーでは、V は大文字で書く。ソートでは Van を含めて考え、V の位置におく。

## 名前にvanを含む主な人物

### オランダ人
- ヤン・ファン・エイク
- フィンセント・ファン・ゴッホ
- ゲラルド・ファン・スウィーテン
- ヤープ・ファン・ズヴェーデン
- アンソニー・ヴァン・ダイク
- フィルヒル・ファン・ダイク
- ヘンドリク・ファン・デ・フルスト
- マリヌス・ファン・デア・ルッベ
- アントニオ・ファン・ディーメン
- B・L・ファン・デル・ヴェルデン
- エトヴィン・ファン・デル・サール
- ラファエル・ファン・デル・ファールト
- ヨハネス・ファン・デル・ワールス
- リック・ファン・デン・フルク
- ピーター・ファン・デン・ホーヘンバンド
- ルート・ファン・ニステルローイ
- ルイ・ファン・ハール
- マルコ・ファン・バステン
- ライモント・ファン・バルネフェルト
- ピート・ファンデカンプ
- ヤコブス・ヘンリクス・ファント・ホッフ
- ルーク・ファン・ミル
- ジョバンニ・ファン・ブロンクホルスト
- エドゥアルト・ファン・ベイヌム
- ロビン・ファン・ペルシ
- ダニー・ファン・ポッペル
- マルク・ファン・ボメル
- ベルト・ファン・マルワイク
- レンブラント・ファン・レイン

### ベルギー人
- エミール・ファンデルフェルデ（英語版）（ヴァン・デル・ヴェルデが一語化）
- レオン・ファン・ホーフェ（英語版）
- ヤン・ヴァン・デル・ロースト
- ジャン＝クロード・ヴァン・ダム（本名の姓はVan Varenberg）
- ダニエル・ファン・ブイテン
- ヘルマン・ファン・ロンパウ
- エリック・ヴァン・デ・ポール
- アンドレ・ヴァンデルノート
- ストフェル・バンドーン
- ドリス・ヴァン・ノッテン
- ワウト・ファン・アールト

### ドイツ人
- ペーター・ファン・アイク
- ミース・ファン・デル・ローエ
- ルートヴィヒ・ヴァン・ベートーヴェン（ドイツ語発音では、ルートヴィヒ・ファン・ベートホーフェンに近い）
- ヘルマン・ファン・ペルス
- アウグステ・ファン・ペルス
- ペーター・ファン・ペルス

### オーストリア人
- アレクサンダー・ファン・デア・ベレン

### フランス人
- アルノルド・ファン・ゲネップ
- キース・ヴァン・ドンゲン
- ドミニク・ヴァンダム
- アレクサンドル＝テオフィル・ヴァンデルモンド（フランス語版、英語版）

### イギリス人
- ジョージ・バンクーバー（ヴァン・クーヴァーが一語化）

### 南アフリカ人
- ユースト・ファン・デル・ヴェストハイゼン
- ヤコ・ファン・デル・ヴェストハイゼン
- ローレンス・ヴァン・デル・ポスト
- ヴィンピー・ファンデルヴァルト
- ゲラード・ファンデンヒーファー

### カナダ人
- DTH・ファン・デル・メルヴァ

### アメリカ人
- ジェイムズ・ヴァン・アレン
- A・E・ヴァン・ヴォークト
- ジョン・ヴァン・ヴレック
- ウィラード・ヴァン・オーマン・クワイン
- ロバート・ジェミソン・ヴァン・デ・グラフ
- アンディ・ヴァン・スライク
- ドナルド・ヴァン・スライク
- ディック・ヴァン・ダイク
- S・S・ヴァン・ダイン（ペンネーム）
- カール・ヴァン・ドーレン
- アーサー・ヴァンデンバーグ
- ホイト・ヴァンデンバーグ
- マーティン・ヴァン・ビューレン
- ヘンドリク・ヴァン・ローン
- クリスティアン・ヴァンデヴェルデ
- ティジェイ・ヴァン・ガーデレン
- ヴァン・ヘイレン兄弟
  - アレックス・ヴァン・ヘイレン
  - エドワード・ヴァン・ヘイレン
- ヴォルフガング・ヴァン・ヘイレン
- タイ・バンバークレオ
- ルーカス・バン・ネス
- エバート・バンビューレン（英語版）
- スティーブ・バンビューレン

### 架空の人物
- 『ピーナッツ』の登場人物
  - ルーシー・ヴァン・ペルト (en) 
  - ライナス・ヴァン・ペルト (en) 
  - リラン・ヴァン・ペルト (en)
- 『デスパレートな妻たち』の登場人物
  - レックス・バン・デ・カンプ
  - アンドリュー・バン・デ・カンプ
  - ダニエル・バン・デ・カンプ